# Gino Falleri
Gino Falleri, all'anagrafe Luigi Falleri (Mercatello sul Metauro, 8 luglio 1926 – Roma, 18 marzo 2019), è stato un giornalista e scrittore italiano.
Fu vicepresidente dell'Ordine regionale dei giornalisti del Lazio.

## Biografia
Laureato in Giurisprudenza, era iscritto all'Albo dei giornalisti del Lazio, elenco pubblicisti, dal 1957. Personaggio storico del giornalismo, iniziò la sua carriera come volontario a Il Messaggero di Roma e successivamente al Popolo di Roma. Ha collaborato con il Momento-sera, Il Giornale d'Italia, Italia Sera, l'Opinione, Il Globo, Il Resto di cui fu anche il garante del lettore, nonché con l'agenzia ASCA e il GR2.
Fu direttore di TeleTerni dal 1974 al 1977, Capo ufficio stampa dell'Ente nazionale per la prevenzione degli infortuni dal 1971 al 1982, e consulente per i media del direttore generale dell'ISPESL fino al 31 dicembre 1988.
Fu inoltre addetto stampa del Presidente della Commissione bicamerale d'inchiesta sulla cooperazione (1994-1995).
Ha avuto vari ruoli, per molti mandati, negli organismi di categoria: nell'Ordine dei Giornalisti è stato Presidente del Consiglio interregionale di Lazio e Molise quindi Vice-Presidente del Consiglio regionale del Lazio;  nella Federazione Nazionale della Stampa è stato membro del Consiglio nazionale, Presidente della Commissione Uffici Stampa, membro della Giunta (1974-1976, 1978-1984 e dal 2007 al 2011,) e Segretario Generale aggiunto.
Dal 1987 fu presidente del Gruppo di specializzazione Giornalisti Uffici Stampa (G.U.S.), nonché presidente dell'Unione giornalisti per l'Europa federale (Ugef) dell'Angpi dell'EAPO&IC, con sede a Bruxelles e a Roma.
Fu docente di diritto all'informazione e giornalismo presso alcuni atenei italiani, tra i quali: Luiss, Università di Pisa (dal 2005 al 2011), Università degli Studi "Gabriele d'Annunzio" (2006-2007), Università di Siena (dal 2008 al 2012) e l'Università del Foro Italico (dal 2012 al 2013).
Fu consigliere del Comitato di direzione della Scuola Superiore di giornalismo della LUISS; fece parte del Comitato di direzione della Scuola post-universitaria di giornalismo dell'Università di Tor Vergata di Roma e dell'Osservatorio sui media istituito dall'Università Bocconi di Milano.
Fu socio fondatore e consigliere dell'Eurispes, Cavaliere di Gran Croce della Repubblica, direttore editoriale di Giornalisti Europei, un settimanale da lui ideato, e presidente della giuria del premio giornalistico internazionale "Argil: uomo europeo".

## Riconoscimenti
- 1982 - Premio 25º Anniversario Radiogiornale
- 1983 - Premio Personalità Europea, Campidoglio
- 1986 - Premio Capo Circeo-Regione Lazio
- 1987 - Premio Chianciano della critica radiotelevisiva
- 1987 - Targa d'Oro Fondazione Poeti Scrittori e Giornalisti per la pace, Roma
- 1987 - XX Premio Città Eterna, Campidoglio,
- 1992 - Premio Luigi Vinci, Rocca Priora
- 1997 - Premio Nazionale Stampa Sabina
- 2002 - Premio Internazionale Tivoli per il turismo
- 2002 - Premio Itaca, Comune di Minturno
- 2006 - Premio alla carriera assegnato dal Gruppo Uffici Stampa
- 2006 - Targa dell'Incrociatore Garibaldi
- 2006 - Premio Scugnizzo d'Oro, Settore Giornalismo Europeo, Napoli
- 2011 - Caravella del Mediterraneo
- 2012 - Premio speciale Fontane di Roma
- 2012 - Premio Internazionale Professionalità "Rocca d'Oro"
- 2012 - Premio Internazionale Cartagine

## Opere
- Pubblicisti ieri e oggi, Roma, Centro di Documentazione Giornalistica, 1992. ISBN 88-85-34301-5
- Professionista della comunicazione: l'addetto stampa[6], Roma, Centro di Documentazione Giornalistica, terza edizione, 2011. ISBN 88-85-34390-2
- Uffici stampa: fonte e supporto dell'informazione ancora da approfondire, Pomezia, Istet
- Uffici stampa tredici anni al Duemila, Pomezia, Istet, 1987.
- Addetto stampa: una professione non regolamentata, Roma, Anci.
- La comunicazione istituzionale: luci ed ombre della legge Frattini-Di Bisceglie, in Regioni e Comunità locali, numero 6, novembre-dicembre 2002.
- Diffamazione, libertà di stampa e rischio del giornalista, Opinioni E Confronti, 1/2005.
- La riforma delle professioni intellettuali: un nuovo modello per quella giornalistica, Opinioni E Confronti, 2/2005.
- Il Portavoce, competenze e limiti, Opinioni E Confronti, 2-3/2006.
- Gli scenari dell'informazione futura: giornalisti e pubblicisti, ordine professionale e deontologia, Giustizia news, 4 aprile 2008.
- La legge n. 150: disamina di una normativa incompiuta. Il Pensiero e l'Azione giuridica: Numero 2, 2012
- Dove va il giornalismo? Luci ed ombre. Il Pensiero e l'Azione giuridica. Numero 3, 2013
- Cresce il paese dei giornalisti e crescono anche i problemi. Il Pensiero e l'Azione giuridica. Numero 5, 2014
- Libertà di stampa e diritto di informare: due diritti in sofferenza? anno 2016
- 1943: rinasce la libertà di stampa in Italia con riferimenti alla professione, alla deontologia e a Bruxelles. Anno 2017
- Giornalisti: doveri e regole